# Petra Costa
Petra Costa (8 de julio de 1983) es una cineasta y actriz brasileña. En 2020, su documental Al filo de la democracia fue nominado a Mejor Largometraje Documental en la 92.ª edición de los Premios Oscar y ganó el premio Peabody en 2019 en la categoría de Documental. Es miembro de la Academia de Artes y Ciencias Cinematográficas desde 2018.